# Комленовић
Комленовић је српско презиме. Може се односити на следеће особе:
- Племићка породица Комленовић, у Хуму
  - Павле Комленовић, кнез
- Никола Комленовић, југословенски геолог
- Урош Комленовић, српски новинар и књижевник
- Василије Комленовић, црногорски фудбалер
- Владанко Комленовић, босанскиохерцеговачки фудбалер
- Радослав Комленовић, српски политичар